# Amenemhat-senebef
Sekhemkara Amenemhat-senebef (Hor Mehibtawy) (fl. XVIII-XVII secolo a.C.) è stato un faraone appartenente alla XIII dinastia egizia.

## Biografia
Secondo sovrano della dinastia, per Amenemhat-Senebef (come per altri faraoni dello stesso periodo storico) la correlazione tra il Canone Reale ed i ritrovamenti archeologici è probabile ma non certa un quanto il nome risulta quasi del tutto cancellato. Non si conosce neppure, con sicurezza, la durata esatta del regno in quanto il testo riporta un "6 anni" in rosso preceduti da un'altra indicazione andata persa.
Le conferme archeologiche sull'esistenza di questo sovrano consistono in iscrizioni provenienti da Asyūṭ e Semna, una statua proveniente da Elefantina ed altri ritrovamenti minori.

Durante il suo regno cessano le registrazioni del livello di piena del Nilo, fatto che porta a ritenere il verificarsi di un qualche sconvolgimento di carattere sociopolitico di cui, tuttavia, non sappiamo nulla.
Il Canone Reale, estremamente rovinato e frammentario in questa sezione, sembra riportare dopo Amenemhat-Senebef sei anni di assenza di sovrano (tra l'altro la registrazione è evidenziata in inchiostro rosso).

## Liste reali
| N5 | HASH |

| N5 | HASH |

| N5 | HASH |

| N5 | HASH |

| N5 | HASH |

| N5 | HASH |

| N5 | HASH |

| N5 | HASH |

## Titolatura
| G5 |

| G5 |

| V22 · F34 | N16 · N16 |

| V22 · F34 | N16 · N16 |

| V22 · F34 | N16 · N16 |

| V22 · F34 | N16 · N16 |

| V22 · F34 | N16 · N16 |

| V22 · F34 | N16 · N16 |

| V22 · F34 | N16 · N16 |

| V22 · F34 | N16 · N16 |

| G16 |

| G16 |

| V15 | S42 | I9 |

| V15 | S42 | I9 |

| G8 |

| G8 |

|  |

| M23 · X1 | L2 · X1 |

| M23 · X1 | L2 · X1 |

| N5 | s | S42 | D28 |

| N5 | s | S42 | D28 |

| N5 | s | S42 | D28 |

| N5 | s | S42 | D28 |

| N5 | s | S42 | D28 |

| N5 | s | S42 | D28 |

| N5 | s | S42 | D28 |

| N5 | s | S42 | D28 |

| G39 | N5 |

| G39 | N5 |

| M17 | Y5 · N35 | m | F4 · X1 | S29 | N35 · D58 | I9 |

| M17 | Y5 · N35 | m | F4 · X1 | S29 | N35 · D58 | I9 |

| M17 | Y5 · N35 | m | F4 · X1 | S29 | N35 · D58 | I9 |

| M17 | Y5 · N35 | m | F4 · X1 | S29 | N35 · D58 | I9 |

| M17 | Y5 · N35 | m | F4 · X1 | S29 | N35 · D58 | I9 |

| M17 | Y5 · N35 | m | F4 · X1 | S29 | N35 · D58 | I9 |

| M17 | Y5 · N35 | m | F4 · X1 | S29 | N35 · D58 | I9 |

| M17 | Y5 · N35 | m | F4 · X1 | S29 | N35 · D58 | I9 |

## Altre datazioni
| Autore | Anni di regno         |
| ------ | --------------------- |
| Franke | 1757 a.C. - 1752 a.C. |

## Dinastie contemporanee
| Dinastia contemporanea | Capitale |
| XIV                    | Xois     |